# Antipapa

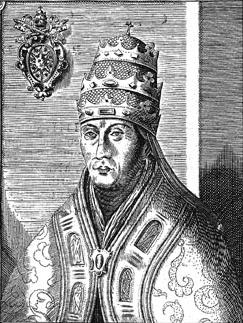
Alexandre V, antipapa

Un antipapa és una persona que es proclama papa sense haver estat elegit canònicament, és a dir, és un papa cismàtic elegit en oposició al papa legítim. Considerar antipapa algú que hagi pretès ocupar el càrrec papal no vol dir pas que la seva doctrina sigui contrària a la canònica, sinó que la seva proclamació com a Papa és il·legítima.

## Causes
Històricament, els antipapes han sorgit per raons diverses, tot i que principalment estan relacionades amb aquestes tres:
- Discordança doctrinal.
- Deportació o empresonament del pontífex.
- Doble elecció.

## Història
Hipòlit de Roma (any 235) és comunament considerat el primer antipapa, ja que dirigia un grup separat dins de l'Església a Roma contra el papa Calixt I. Hipòlit es va reconciliar amb el segon successor de Calixt, el papa Poncià, i tant ell com Poncià són honrats com a sants per l'Església catòlica amb un dia de festa el 13 d'agost. Tanmateix, hi ha dubtes sobre si realment Hipòlit va arribar a declarar-se bisbe de Roma, i fins i tot si podria ser que l'Hipòlit que es va oposar a Calixt I i l'Hipòlit que es va reconciliar amb Poncià són la mateixa persona, ja que els textos que es conserven del segon no ho deixen clar.
Eusebi cita, a partir d'un escriptor anterior anònim, la història de Natali, un sacerdot del segle iii que va acceptar el bisbat dels adopcionistes, un grup herètic a Roma. Segons el mateix relat, Natali aviat se'n va penedir i va suplicar plorosament al papa Zeferí que el rebés a la comunió.
Novacià, una altra figura del segle iii, va reivindicar certament la seu de Roma en oposició al papa Corneli el 251 i, si la condició d'antipapes de Natali i Hipòlit és dubtosa, a causa de la incertesa de les fonts, sí que es pot considerar Novacià, sens dubte, el primer antipapa.
El període en què els antipapes van ser més nombrosos va ser durant les lluites entre els papes i els emperadors del Sacre Imperi Romanogermànic dels segles xi i xii. Els emperadors sovint imposaven els seus propis candidats per promoure les seves pròpies causes. Els papes, de la mateixa manera, de vegades patrocinaven candidats alternatius al títol d'emperador a Alemanya (anti-reis d'Alemanya) per tal de combatre un emperador en particular.
El Cisma d'Occident, que va començar el 1378 quan els cardenals francesos, afirmant que l'elecció del papa Urbà VI no era vàlida, van escollir l'antipapa Climent VII com a rival del papa romà, va conduir finalment a dues línies d'antipapes en competència amb la línia romana: la línia avinyonesa (Climent VII va residir a Avinyó, França) i la línia pisana. La línia pisana, que va començar el 1409, rep el nom de la ciutat de Pisa, on un concili va elegir l'antipapa Alexandre V com a tercer reclamant. Per acabar amb el cisma, el maig de 1415, el Concili de Constança va deposar l'antipapa Joan XXIII, de la línia pisana, i el papa Gregori XII, de la línia romana, va dimitir el juliol de 1415. El 1417, el Concili també va deposar formalment l'antipapa Benet XIII d'Avinyó, que tanmateix es va negar a dimitir. Després, el papa Martí V va ser elegit i va ser acceptat arreu, excepte en una petita petita i ràpidament en disminució zona que es va mantenir fidel a Benet XIII. L'escàndol del cisma occidental va crear un fort sentiment contrari al papat i va alimentar la reforma protestant del començament del segle xvi.

## Llista completa d'antipapes
A la llista següent es mostren els noms dels antipapes inclosos a la llista de papes i antipapes a l'Annuario Pontificio, amb l'afegit dels noms de Natali (malgrat els dubtes sobre la seva historicitat) i de l'antipapa Climent VIII (el seguiment del qual va ser insignificant).

La llista de papes i antipapes de l'Annuario Pontificio adjunta la següent nota al nom del papa Lleó VIII (963–965):
En aquest punt, igual que a mitjan segle xi, ens trobem amb eleccions en què els problemes d'harmonització de criteris històrics i els de la teologia i el dret canònic fan impossible decidir amb claredat quin bàndol posseïa la legitimitat l'existència factual de la qual garanteix la successió lícita ininterrompuda dels successors de Sant Pere. La incertesa que en alguns casos resulta dels resultats ha fet aconsellable abandonar l'assignació de nombres successius a la llista dels papes.
Així, a causa de les obscuritats sobre el dret canònic de mitjan segle xi i els fets històrics, l'Annuario Pontificio inclou a Silvestre III com a papa, sense expressar així un judici sobre la seva legitimitat. L'Enciclopèdia Catòlica el situa a la seva llista de papes, però amb l'anotació: "Considerat per alguns com un antipapa". Altres fonts el classifiquen com un antipapa.
El primer antipapa va ser sant Hipòlit de Roma, entre els anys 217 i 235, i el darrer reconegut canònicament per l'Església catòlica va ser Fèlix V (1440-1449), escollit pel Concili de Basilea.
- Hipòlit de Roma (217-235).
- Novacià (251).
- Fèlix II (335-365).
- Ursí I (366-367).
- Eulali I (418-419).
- Llorenç (498; 501-505).
- Diòscor (530).
- Teodor II (687).
- Pasqual I (687).
- Constantí (767-769).
- Felip (768).
- Joan VIII (844).
- Anastasi III (855).
- Cristòfor I (903-904).
- Bonifaci VII (974; 984-985).
- Joan XVI (997-998).
- Gregori VI (1012).
- Benet X (1058-1059).
- Honori II (1061-1072).
- Climent III (1080; 1084-1100).
- Teodoric I (1100).
- Albert I (1102).
- Silvestre IV (1105-1111).
- Gregori VIII (1118-1119).
- Celestí II (1124).
- Anaclet II (1130-1138).
- Víctor IV (1159-1164).
- Pasqual III (1164-1168).
- Calixt III (1168-1178).
- Innocenci III (1179-1180).
- Nicolau V (1328-1330).
- Climent VII, de la línia d'Avinyó, (1378-1394).
- Benet XIII, de la línia d'Avinyó, (1394-1423).
- Alexandre V, de la línia pisana, (1409–1410).
- Joan XXIII, de la línia pisana, 1410-1415.
- Climent VIII, de la línia d'Avinyó, 1423-1429.
- Benet XIV (Bernard Garnier), de la línia d'Avinyó, 1425–1430?
- Fèlix V, duc Amadeu VIII de Savoia (1440-1449), electe al Concili de Basilea.

## Antipapa d'Alexandria
El patriarca d'Alexandria, a Egipte, també té, històricament, el títol de papa. Una persona que, en oposició a algú que generalment és acceptat com a papa legítim d'Alexandria, afirma ocupar aquest càrrec també es pot considerar un antipapa. El 2006, Max Michel es va convertir en antipapa d'Alexandria, anomenant-se a si mateix papa amb el nom de Màxim I. La seva pretensió al papat alexandrí va ser desestimada tant pel papa copte ortodox Shenouda III com pel papa Teodor II de l'església ortodoxa grega d'Alexandria.
Actualment, el papa copte d'Alexandria i el papa grec d'Alexandria es consideren mútuament no com a antipapes, sinó més aviat com a successors de diferents línies de successió apostòlica que es van formar arran de disputes cristològiques al segle v.
Se sap que Gregori de Capadòcia també va reclamar ser papa el segle iv.